# Balatro calvus
Balatro calvus är en hjuldjursart som beskrevs av Jean Louis René Antoine Édouard Claparède 1867. Balatro calvus ingår i släktet Balatro och familjen Dicranophoridae. Inga underarter finns listade i Catalogue of Life.